# Zwik en Zwachtels Zwerkbalpaleis
Zwik & Zwachtels Zwerkbalpaleis (Engels: Quality Quidditch Supplies) is een winkel in de Harry Potter-boekenreeks van de Britse schrijfster J.K. Rowling. De winkel verkoopt Zwerkbalartikelen en staat aan de Wegisweg in Londen.
Deze winkel wordt voor het eerst vermeld in het eerste boek. Wanneer hij met Hagrid langs de winkel loopt ziet hij de Nimbus 2000 (op dat moment de snelste bezem). Ook in het derde boek loopt Harry langs de winkel en ziet voor het eerst de Vuurflits, de snelste bezem die er op dat moment bestaat. Daarna loopt hij er elke dag langs om er een glimp van op te vangen.
Harry kreeg van Hermelien Griffel een verzorgingsset voor zijn bezem cadeau, die zij in deze winkel had gekocht.